# Baronia de Guia Reial
La baronia de Guia Reial és un títol nobiliari concedit el 1750 al tinent coronel Lluís de Carbonell i de Ferràs (Morellàs, Vallespir, ? — ?, 1795), primer marquès de la Quadra, senyor de la quadra de Sant Agustí de Lluçanès i regidor degà de Barcelona.
Li havia estat concedit privilegi de noble el 1748, en cap del seu pare, el coronel Josep de Carbonell i Solier.
Després de la seva mort, el títol passà als Oliveres i als Pasqual de Quinto.

## Barons de Guia Reial
|                                           | Titular                                          | Període                           |
| Creació el 1752 pel rei Ferran VI         | Creació el 1752 pel rei Ferran VI                | Creació el 1752 pel rei Ferran VI |
| ----------------------------------------- | ------------------------------------------------ | --------------------------------- |
| I                                         | Lluís de Carbonell i de Ferràs                   | 1752-1789                         |
| II                                        | Marianna Joaquima de Carbonell                   | 1789-1796?                        |
| III                                       | Josep Maria d'Oliveras i Ros                     | 1796-1830?                        |
| IV                                        | Joan Maria d'Oliveras i de Carbonell             | 1830-?                            |
| Rehabilitació el 1930 pel rei Alfons XIII |                                                  |                                   |
| V                                         | Javier Pasqual de Quinto i Martínez de Andosilla | 1930-1989                         |
| VI                                        | Maria Begoña Pasqual de Quinto i Montalvo        | 1992-2004                         |
| VII                                       | Maria del Pilar Pasqual de Quinto i Montalvo     | 2004-actualitat                   |